# Regina (cràter)
Regina és un cràter d'impacte en el planeta Venus de 24,9 km de diàmetre. Porta el nom d'un antropònim llatí, i el seu nom va ser aprovat per la Unió Astronòmica Internacional el 1985.